# Iberka
Iberka (Iberis), dříve též štěničník, je rod rostlin patřící do čeledi brukvovité (Brassicaceae). Název rodu rostlin je odvozen od původního výskytu rostlin. Rostliny pocházejí z Iberského poloostrova.

## Použití
Některé druhy iberky lze použít jako okrasné rostliny. Svým květem je velice dekorativní ve skalkách, jako obruba v trvalkových záhonech, soliterně v zídkách a přenosných nádobách.